# Elaboration likelihood model

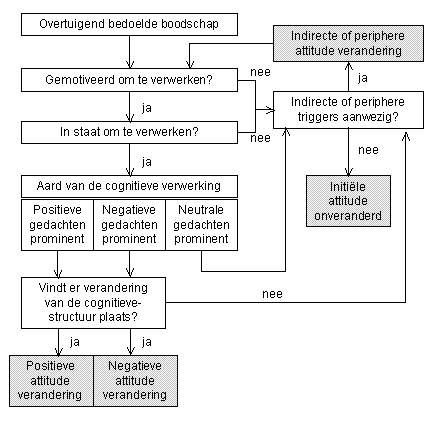
Bewerking van het ELM, gebaseerd op "Communication and persuasion: Central and peripheral routes to attitude change" door Petty en Cacioppo (1986)

Het Elaboration likelihood model, kortweg ELM, is een door Petty & Cacioppo ontwikkeld model dat de manier waarop attitudes veranderen en gevormd worden, beschrijft. Centraal hierbij staat het elaboration continuum, dat van weinig uitgesproken (onbewust) tot zeer uitgesproken (zeer bewust) reikt. Afhankelijk van de mate van uitgesprokenheid kunnen verschillende processen van invloed zijn op de uiteindelijke overtuiging of attitude.

## Essentiële componenten
Het ELM onderscheidt twee routes die tot overtuiging kunnen leiden: de centrale route (Engels: central route) en de indirecte route (Engels: peripheral route). Processen die via de centrale route verlopen vereisen een grote mate van aandacht, waardoor ze geneigd zijn dominant aanwezig te zijn onder condities die een grote mate van uitgesprokenheid stimuleren. Centrale routeprocessen onderwerpen een overtuigend bedoelde boodschap (zoals een voordracht of reclame) aan een nauwgezet onderzoek om de waarde van de gebruikte argumenten te kunnen beoordelen. De uitkomst of de boodschap al dan niet overtuigend gevonden wordt is afhankelijk van de unieke cognitieve reacties van de ontvanger (dat wil zeggen, de richting en mate waarin zijn of haar attitudes veranderen).
De indirecte route daarentegen, vereist weinig bewust denken, en is daardoor vooral aanwezig in situaties die weinig uitgesproken signalen voortbrengen. Deze processen zijn vaak afhankelijk van simpele beslisregels (Engels: judgmental heuristics) zoals "experts hebben gelijk" of oppervlakkige kenmerken van de boodschap, zoals de hoeveelheid argumenten die genoemd worden of de autoriteit van de bron waarin ze genoemd zijn.
Welke route gevolgd wordt is afhankelijk van de mate van uitgesprokenheid. Zowel motivatie en de geestelijke vermogens van de ontvanger bepalen de mate van uitgesprokenheid. Twee voorbeelden van motivationele factoren die van invloed zijn op de gepercipieerde uitgesprokenheid van een boodschap betreffen de relevantie voor de persoon die de boodschap ontvangt en de autonome geneigdheid tot overdenken van de ontvanger.
Factoren die gerelateerd zijn aan de geestelijke vermogens van de ontvanger betreffen de afwezigheid van afleiding en het beschikken over relevante noodzakelijke kennis om de logische argumenten op hun merites te beoordelen.
In geval van gematigde uitgesprokenheid zal een combinatie van centrale en indirecte processen de wijze waarop de informatie verwerkt wordt beïnvloeden.

## Overige stellingen uit het model
Het ELM stelt daarnaast enkele uitgangspunten op:
- Attitudes die onder een hoge uitgesprokenheid gevormd worden zijn sterker (dat wil zeggen zijn een grotere voorspeller van gedrag en de manier van informatieverwerking, zijn stabieler over een langere periode en zijn beter bestand tegen opvolgende beïnvloeding) dan attitudes die onder een lage uitgesprokenheid tot stand komen.
- Variabelen kunnen verschillende rollen in een overtuigende setting vervullen afhankelijk van de omgevingsfactoren, zie voorbeelden hieronder:
  - Gegeven hoge uitgesprokenheid, kan een variabele (bijvoorbeeld de expertise van de bron) zowel als argument dienen ("Als Einstein het eens was met de relativiteitstheorie, dan is dat een voor mij een goede reden om dat ook te zijn") of een beïnvloedende factor zijn ("als een expert het hiermee eens is, laat ik dan ten minste kijken of er nog andere factoren dezelfde kant op wijzen").
  - Gegeven lage uitgesprokenheid, kan een variabele als trigger dienen (bijvoorbeeld, door de beslisregel "experts hebben altijd gelijk" te hanteren – nota bene: hoewel dit voorbeeld lijkt op dat hierboven, betreft het hier een versimpelde beslisregel, zonder dat de nadrukkelijke gedachtegang vereist is die ten grondslag lag aan het Einstein-voorbeeld hierboven).
  - Gegeven gemiddelde uitgesprokenheid, kan een variabele dienen om de mate van informatieverwerking ("Als een expert het met deze uitspraak eens is, dan kan ik maar beter luisteren naar wat hij te zeggen heeft).

Opvallend genoeg, als een variabele de mate van uitgesprokenheid beïnvloedt, kan dit de overtuiging zowel positief als negatief beïnvloeden, afhankelijk van de kracht van de gebruikte argumenten. Als de argumenten sterk zijn, dan zal de overtuiging toenemen. Als de argumenten daarentegen als zwak gepercipieerd worden, dan zullen ze de mate van overtuiging juist negatief beïnvloeden.
Recentere aanpassingen van het ELM hebben extra rollen aan die de variabelen kunnen vervullen toegevoegd. De uitbreiding van Petty, Briñol en Tormala suggereert bijvoorbeeld dat variabelen uit de boodschap de mate van zelfvertrouwen van de ontvanger, en uiteindelijk daardoor de mate waarin de ontvanger vertrouwen in de boodschap heeft, beïnvloeden.
Om bij het eerder gebruikte expert-voorbeeld te blijven, een individu kan denken dat "als een expert deze boodschap presenteert, dan zal die wel juist zijn, en dus kan ik mijn reacties en mijn attitude als gevolg van de boodschap ook vertrouwen". Let wel, deze rol zal zich vanwege zijn metacognitieve rol alleen voordoen in situaties met een hoge mate van uitgesprokenheid.